# Ben Sims
Ben Sims, de son vrai nom Ben Stocker, est un DJ techno.